# Pierre Serna
Pour les articles homonymes, voir Serna.
 (janvier 2025).
Pierre Serna, né le 28 septembre 1963 à Castres (Tarn), est un historien français, spécialiste de la Révolution française. Il est actuellement professeur des universités à Paris I - Panthéon-Sorbonne, et membre de l'Institut d'histoire de la Révolution française (UMS 622/CNRS) qu'il a dirigé de 2008 à 2015 avant son intégration dans l'Institut d'histoire moderne et contemporaine (IHMC).

## Biographie
Ancien élève du lycée Masséna de Nice, où il suit les cours d'histoire d'Emile Llorca, Pierre Serna poursuit ses études à Paris au lycée Henri-IV et au lycée Lakanal, puis à l'université Paris I - Panthéon-Sorbonne, à partir de 1984. Il commence alors ses premiers travaux de recherche sous la direction de Michel Vovelle, successeur deux ans auparavant d'Albert Soboul, à la chaire d'histoire de la Révolution française et de l'Empire. Il obtient l'agrégation d'histoire en 1986 et enseigne successivement au lycée Faidherbe à Lille, au Lycée international de Saint-Germain-en-Laye, puis à l'université de Catane en Sicile, en tant que lecteur/attaché linguistique des services culturels de l'ambassade de France en Italie.[réf. nécessaire]
Il consacre sa thèse de doctorat à un révolutionnaire méconnu, Pierre-Antoine Antonelle, aristocrate, ancien maire d'Arles et jacobin engagé dans les grands combats démocratiques de la Révolution et du Directoire, le premier penseur du concept de démocratie représentative. En 1998, à la suite de la publication de cette thèse, il obtient le grand prix d'histoire du conseil général des Bouches-du-Rhône, attribué par un jury présidé par les historiens Maurice Agulhon et Robert-Henri Bautier.[réf. nécessaire]
Il est maître de conférences en histoire moderne à l'université de Reims Champagne-Ardenne de 1995 à 1998, avant d'être nommé à Paris I à la rentrée universitaire 1999. En 2008, il devient professeur des universités et prend la tête de l'Institut d'histoire de la Révolution française, dixième professeur depuis Alphonse Aulard et septième directeur depuis sa fondation par Georges Lefebvre et Jean Zay en 1937. Il exerce cette fonction de 2008 à 2015, date de son intégration au sein de l’Institut d'histoire moderne et contemporaine (IHMC).
Depuis le 1er octobre 2019, il est membre de l'Institut universitaire de France.
Il dirige la revue électronique La Révolution française, cahiers de l'Institut d'Histoire de la Révolution française, revue de l'IHMC, sur le portail OpenEdition Journals, qui reprend le titre d'une revue anciennement dirigée par Alphonse Aulard. Il est également directeur de la collection « La chose publique » aux éditions Champ Vallon.
Il est vice-président de la Commission internationale d’Histoire de la Révolution Française depuis 2010. Il est co-porteur, avec Anne Simonin, du projet « RevLoi. La Loi en Révolution (1789-1795) » soutenu par l'Agence nationale de la recherche, pour la numérisation des 20 047 décrets et lois des trois premières assemblées.[réf. nécessaire]
Il est également directeur scientifique de la numérisation des Archives parlementaires en collaboration avec Persée, la Bibliothèque inter-universitaire de la Sorbonne (BIS) et l'Institut d'histoire moderne et contemporaine (UMR 8066).
Après avoir consacré une vingtaine d’années de recherches aux élites dans le processus révolutionnaire (nobles jacobins, « girouettes » et noblesse d’État de 1789 à 1816), il travaille désormais sur les humbles en révolution (peuple, esclaves, vieillards et animaux).[réf. nécessaire]
Il reprend et théorise le concept d'extrême centre — déjà abordé en 1980 par Alain-Gérard Slama, — dans son ouvrage La République des girouettes. 1789-1815 et au-delà. Une anomalie politique française, la France de l'extrême-centre, et qu'il étend, redéveloppe et modernise en 2019 dans L'Extrême Centre ou le poison français : 1789-2019.
Il est aussi engagé dans d'autres terrains de recherche, il s'intéresse principalement à la culture de la violence dans l'Ancien Régime, ainsi qu'aux idées et aux pratiques républicaines élaborées par la Révolution et plus particulièrement sous le Directoire et dans les Républiques sœurs. De plus, il consacre une partie de ses travaux à la place de l'animal au XVIIIe siècle, notamment son rôle et son omniprésence dans le paysage urbain, mais aussi dans l'histoire politique et des représentations.
Actuellement, il anime un courant de recherche sur la Révolution atlantique et l'histoire internationale de la fin du XVIIIe siècle, autour de la naissance de nouvelles expériences politiques, et la circulation du modèle républicain.
De plus il a ouvert le chantier de l’histoire politique des animaux entre 1750 et 1850, et plus particulièrement durant la Révolution[réf. nécessaire]. Il a publié deux ouvrages, Comme des Bêtes. Histoire politique des animaux et L’Animal en République. Genèse du droit des bêtes 1789-1802. C’est dans ce cadre qu’il dirige au sein de la MSH, dans le Collège des études mondiales le séminaire sur une « Histoire mondiale des animaux ».

## Engagements politiques et éditoriaux
Il a été membre du Comité de vigilance face aux usages publics de l'histoire, il est engagé à ce titre et en tant que responsable scientifique de l'IHRF, dans la réflexion sur les manières d'enseigner la Révolution et les usages de celle-ci dans l'espace public contemporain, et tout particulièrement dans les discours politiques.
Début 2011, il publie plusieurs textes à propos de la révolution tunisienne et de la révolution égyptienne,. Il critique en particulier les analyses faites par certains historiens en parallèle avec les événements de 1789, dans les colonnes du journal Le Monde,,.
En 2015, il signe un texte paru dans Le Monde qui s'élève contre « les mensonges et les fantasmes » relayés dans l'opinion par les médias à propos des nouveaux programmes d'histoire au collège.
En 2017, il cosigne une tribune dans Mediapart intitulée « Faire gagner la gauche passe par le vote Mélenchon ».
À partir de mai 2017, Pierre Serna tient une rubrique hebdomadaire intitulée « MA ChRONique de l'extrême centre » qui paraît dans l'édition du vendredi de l'Humanité.
Il s’implique fortement dans une réflexion sur la narrativité historique par le biais de la bande dessinée. Membre du jury de la bande dessinée historique des Rendez-vous de Blois de 2005 à 2018, il chronique pour le journal L’Humanité les bandes dessinées d’histoire. Il a fondé et préside en 2019 le prix « Bulles d’humanité » qui récompense la meilleure bande dessinée citoyenne et engagée de l’année.

## Publications

### Ouvrages
- La Révolution oubliée. Orléans, 1789-1820, Paris, CNRS éditions, 2024, 435 p.
- Que demande le peuple ? Histoire des cahiers de doléances, Textuel, 2019, 192 p.
- L'Extrême Centre ou le poison français : 1789-2019, Seyssel, éditions Champ Vallon, 2019, 289 p.
- Comme des bêtes. Histoire politique de l’animal en révolution (1750-1840), Paris, Fayard, 2017, 452 p. Traduit en espagnol aux presses universitaires de Zaragosse
- Antonelle. L’Inventeur de la démocratie représentative, Arles, Actes sud, 2017, 360 p.
- L’Animal en République. 1789-1802, Genèse du droit des bêtes, Toulouse, Anacharsis, 2016, 256 p. Traduit en italien aux éditions Mimesis en 2019.
- Fratelli di Francia : storia e storiografia di una rivoluzione divenuta repubblicana (1792-1804), Milan, Guerini e associati, 2013, 280 p.
- La République des girouettes. 1789-1815 et au-delà. Une anomalie politique française, la France de l'extrême centre, Seyssel, éditions Champ Vallon, 2005, 570 p.
- Croiser le fer. Culture et violence de l'épée dans la France moderne. XVIe – XVIIIe siècles, en collaboration avec Pascal Brioist et Hervé Drévillon, Seyssel, éditions Champ Vallon, 2002, 429 p.
- Antonelle. Aristocrate révolutionnaire. 1747-1817, Paris, Éditions du Félin, 1997, 499 p. Préface de Michel Vovelle.

### Direction d'ouvrages
- Dictionnaire historique et critique des animaux, avec Véronique Le Ru, Malik Mellah, Benedetta Piazzesi, Champ Vallon, 2024, 598 p.
- "La force de mon caractère". Gibert de l'lsle ou les pérégrinations politiques d'un notaire parisien (1754-1837), mémoires publiés par Pierre Serna et Philippe Bertholet, Seyssel, Champ Vallon, 2024, 377 p.
- Responsable scientifique du volume 103 des Archives Parlementaires (CNRS Éditions, 2023).
- Collectionner la Révolution française, avec Martial Poirson, Alain Chevalier, Michel Biard et Gilles Bertrand, Paris, Société des études robespierristes, coll. « Études révolutionnaires », no 17, 2016, 303 p.
- La Politique du rire ; satires, caricatures et blasphèmes XVIe – XXIe siècles, Paris, éditions Champ Vallon, 2015, 270 p.
- Les Colonies, la Révolution Française, la loi, avec Frédéric Régent et Jean-François Niort, Rennes, PUR, 2014, 304 p.
- Republics at war, 1776-1840, Revolution,  conflicts,  and geopolitics in Europe and the Atlantic World, avec Antonino de Francesco et Judith Miller, New York, Palgrave Mac Milan, 2013, 312 p.
- La République en voyage 1770-1830, avec Gilles Bertrand, Rennes, Pur, 2013, 442 p.
- Michel Biard (dir.), Philippe Bourdin (dir.), Hervé Leuwers (dir.) et Pierre Serna (dir.), 1792, entrer en République, Paris, Armand Colin, coll. « Armand Colin-recherches », 2013, 328 p. (ISBN 978-2-200-28771-9, présentation en ligne).
- « Extrême »  Identités partisanes  et stigmatisation  des gauches en Europe (XVIIIe – XXe siècles), avec M. Biard, P. Pasteur, et B. Gainot, Rennes, PUR, 2012.
- Ordonner et partager la ville, XVIe – XIXe siècles, avec Gaël Rideau, Rennes, PUR, 2011, 224 p.
- Républiques sœurs. Le Directoire et la Révolution atlantique, Rennes, Presses universitaires de Rennes, 2009, 359 p.
- Secret et République. 1795-1840, avec Bernard Gainot, Clermont-Ferrand, Presses universitaires Blaise Pascal, 2004, 182 p.

### Contributions
- Préface de Richard Cobb, La mort est dans Paris, Toulouse, Anacharsis, 2016, p. 1-63.
- « Des animaux en Révolution » in Annales historiques de la Révolution française, Paris, Armand Collin, 2014, no 377, pages 3–7.
- « Historiographies, concepts et débats », chapitre « La révolution française, historiographie au XIXe siècle », sous la direction de Christian Delacroix, François Dosse, Patrick Garcia et Nicolas Offenstadt, publié en 2010 chez folio histoire.
- « La seconde république d'Arles, une ville en révolution », in Arles : histoire, territoires et cultures, sous la direction de Jean-Maurice Rouquette, Arles, Actes Sud, 2008, 1297 p.
- « Comment meurt une monarchie ? », in Histoire politique de l'Ancien Régime, sous la direction de Joël Cornette, 2000, pages 355-345.
- « Le Noble », in L'Homme des Lumières, sous la direction de Michel Vovelle, Paris, Le Seuil, 1995, pages 39–93.

### Entretien
- « Macron roi des girouettes : qu'est-ce que l'extrême-centre ? », entretien avec Julien Théry pour Le Média, 24 juillet 2019